# Malinowskij (obwód kurski)
Malinowskij (ros. Малиновский) – osiedle typu wiejskiego w zachodniej Rosji, w sielsowiecie skoworodniewskim rejonu chomutowskiego w obwodzie kurskim.

## Geografia
Miejscowość położona jest nad rzeką Żychowka, 2,5 km od centrum administracyjnego sielsowietu skoworodniewskiego (Skoworodniewo), 25,5 km od centrum administracyjnego rejonu (Chomutowka), 89 km od Kurska.

## Demografia
W 2015 r. miejscowość nie posiadała mieszkańców.